# Gare de Havelock
La gare de Havelock à Havelock, en Ontario, est une ancienne gare du Canadien Pacifique. Elle servait de jonction du CP[Quoi ?] (à mi-chemin entre Smiths Falls et Toronto), importante gare pour le service des voyageurs et de marchandises de la région.

## Situation ferroviaire
Havelock est établi comme un point de limite divisionnaire d'Ontario and Quebec Railway vers les années 1880. Cette ligne sert comme tronçon principal du Canadien Pacifique en Ontario entre 1884 et 1914. Havelock se trouve à 109.2 milles de Smiths Falls, terminus de la section de Havelock de la division de Trenton du Canadien Pacifique (au marqueur de mile 93.70 de la ligne). En 2013, la gare de triage existe encore pour servir les mines de syénite à néphéline au nord de la ville.

## Histoire

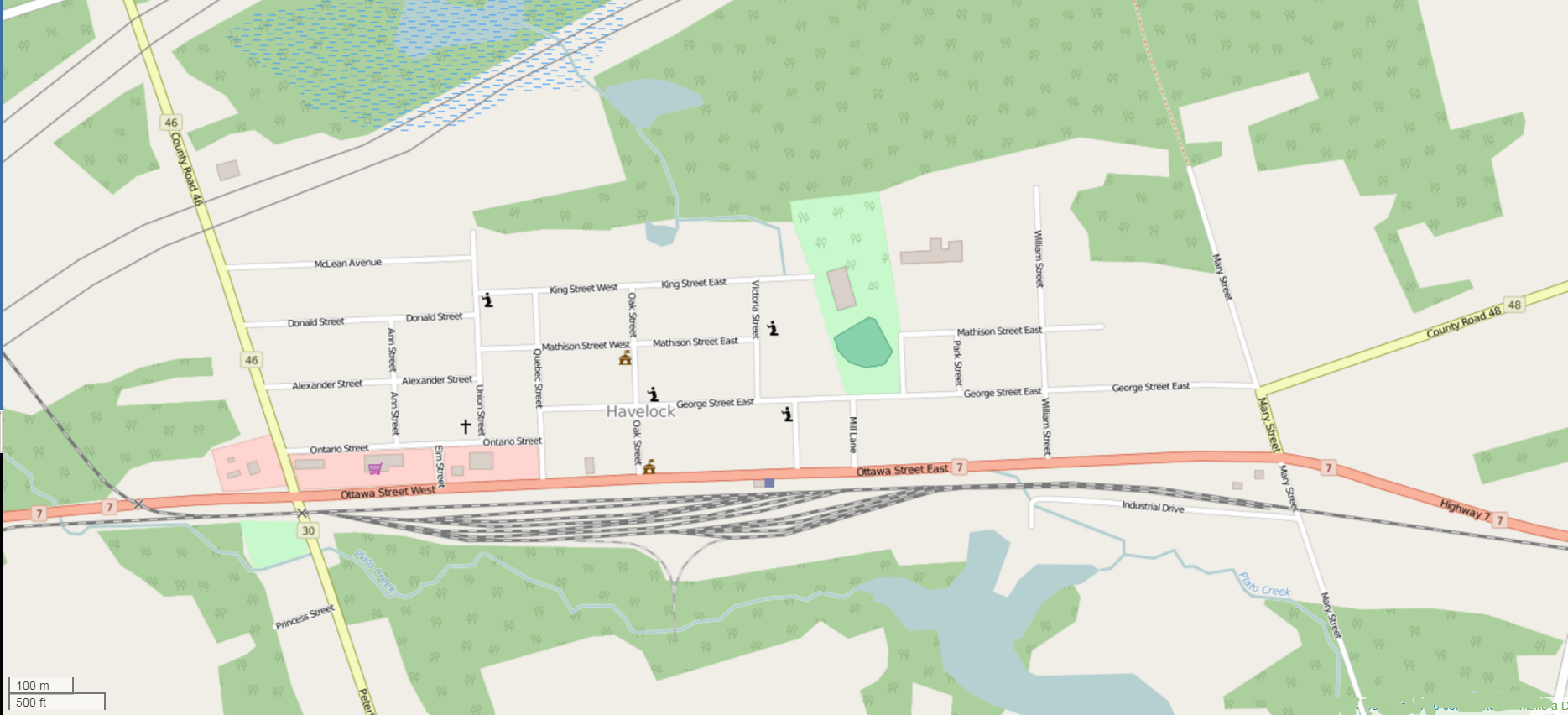
Carte montrant la gare et la gare de triage. Nous voyons les rues de la ville qui suivent le trajet du chemin de fer.

Une première gare est construite en 1883. La gare actuelle est construite non loin de l'emplacement de la première gare ; la construction se poursuit progressivement entre 1914 et 1929 (avec une interruption causée par la Première Guerre mondiale) ; la construction commence peu après l’ouverture de la ligne du Canadien Pacifique vers Port McNicholl pour l’expédition du blé en provenance de l’ouest canadien. Le blé augmente la valeur de cette ligne de chemin de fer pour la compagnie. La prospérité de la ville dépend en large partie de l’activité ferroviaire associée à la gare . Le quadrillage de rues de Havelock et la rue principale en bordure de la gare et des voies ferrées montrent l'importance de la gare en relation avec la ville.

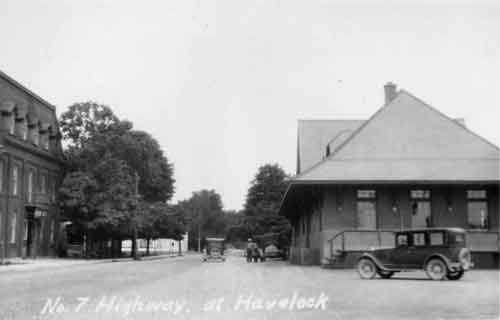
La gare (à droite), vers 1920.

La construction de l’édifice commence et s’arrête aux fondations en 1914 par le déclenchement de la Première Guerre. La construction se termine finalement en 1929. Entre-temps, une nouvelle ligne de voie ferrée avait détourné une grande partie de la circulation de Toronto ; Havelock tombe lentement en période de déclin. La gare de marchandises du Canadien Pacifique de Havelock ferme en 1967 et les trains de voyageurs en direction de Havelock sont supprimés en 1990.

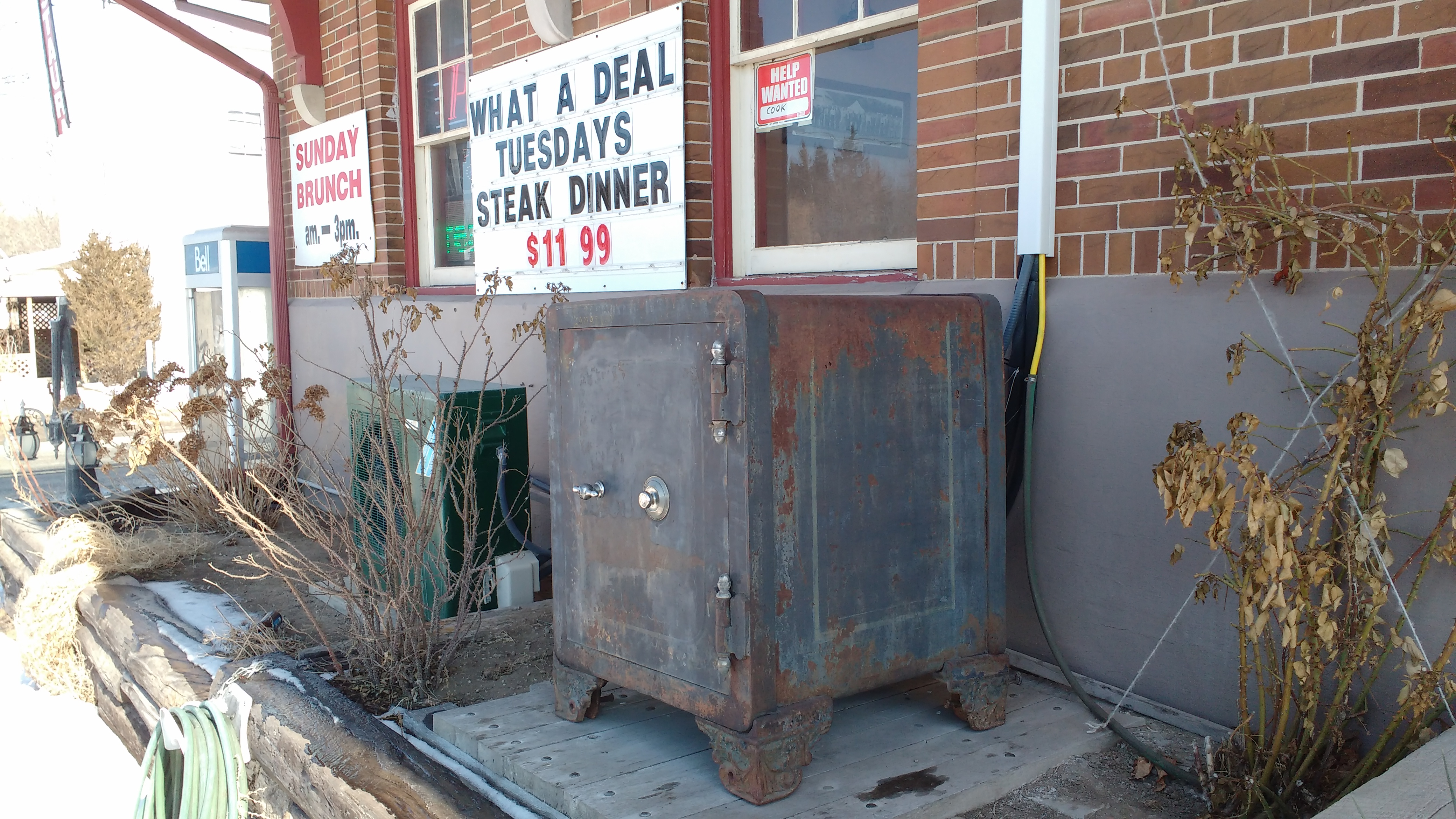
Le coffre-fort de la gare, vue en 2017.

Construite en briques, la gare est conservée dans un « excellent état » selon une source .
En 2005, un coffre-fort datant de 1855 étiqueté « Canadian Pacific Railway » est découvert à 100 mètres de la gare dans un tas d'ordures. Il y avait preuve d'un trou de forage à l'arrière. Il s'agissait du vieux coffre-fort de la gare, probablement enlevé par des vandales lorsque la gare était vide dans les années 1990. Le restaurateur l'emmène de nouveau à la gare et l'expose à l'extérieur du bâtiment,.

## Patrimoine ferroviaire

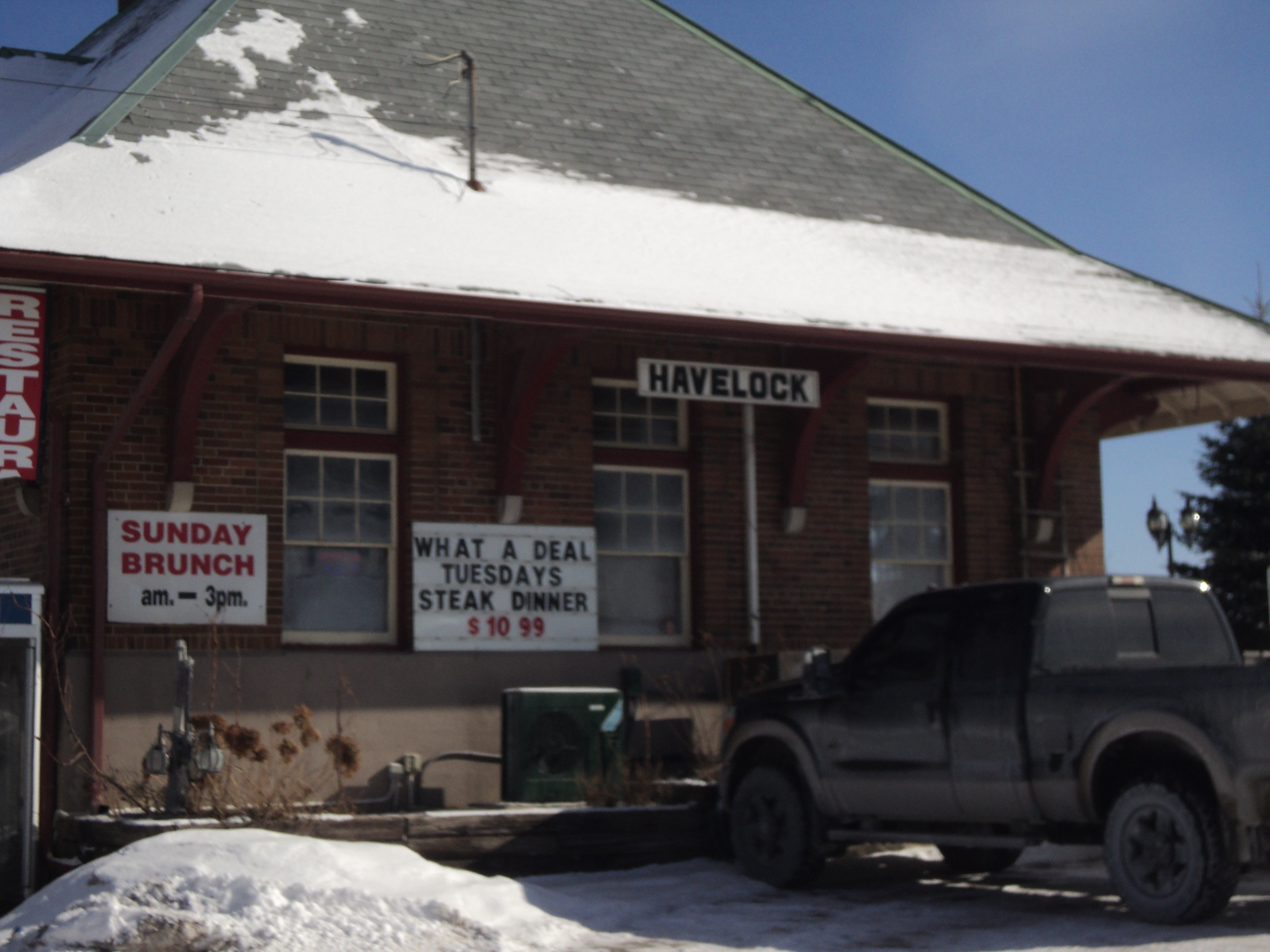
La gare en 2016.

Depuis sa fermeture au service ferroviaire, la gare est reconnue comme Gare ferroviaire patrimoniale du Canada en 1991. Depuis sa fermeture, elle est une propriété privée. Un entrepreneur torontois l'achète en 2004. Elle subira des rénovations à l’intérieur et à l’extérieur ; elle est « soigneusement rénovée pour préserver ses caractéristiques historiques ». Depuis, la gare sert d’un restaurant,.
La gare est une propriété privée et n'est pas désignée comme édifice patrimonial provincial, selon le canton.
La gare rénovée garde encore des éléments d'origine : des plafonds bombés hauts de 20 pieds, des planchers 'terrazzo' et des toilettes en marbre .